# プノン族
プノン族（プノンぞく）はカンボジアの少数民族のひとつ。モンドルキリ州に主に居住し、オーストロアジア語族のモン・クメール語派の言語を話す。
"プノン"という言葉は「小高い丘の人々」を意味する。
プノン族は一般的に既存の宗教に属せず、アニミズムを信仰している。

## メディアにおけるプノン族
ロチョム・プニンであると考えられているプノン族の女性が、19年もの間一人でジャングルにて生活していたところを発見されている。
セブンスデー・アドベンチスト教会の宣教師であるBraden Pewittはプノン族を自らの宗教に改宗させることが可能がどうかを検証するために、彼らの世界観に関する106ページの本を執筆した。
より中立的な立場からのものとしては、フランスのNGOであるNomad RSIの"Living on the margins"や、Frederic Bourdierによる文献などが存在する。